# وكالة طومسون للسفر (رواية)
وكالة طومسون للسفر (بالفرنسية: L'Agence Thompson and Co)‏، (بالإنجليزية: The Thompson Travel Agency)‏ رواية من تأليف الروائي جول فيرن صدرت عام 1907.